# 西追分町
西追分町（にしおいわけちょう）は、愛知県瀬戸市水南連区の町名。丁番を持たない単独町名である。

## 地理
- 瀬戸市の西部に位置する[8]。西を孫田町・東横山町、北を東松山町、東を小金町・進陶町・追分町、南を今池町・汗干町と隣接している[8]。
- 商業地帯[8]。町の西部には、かつてJR東海バス瀬戸支店とバス車庫があった[8]が、2009年（平成21年）9月30日をもって廃止された[9]。

### 河川
孫田川（瀬戸川支流） ： 町の西端、東横山町との町境を南流している。
- 孫田川（西追分町・東横山町境）

### 学区
市立小・中学校に通う場合、学区は以下の通りとなる。また、公立高等学校普通科に通う場合の学区は以下の通りとなる。
| 番・番地等 | 小学校             | 中学校             | 高等学校 |
| ---------- | ------------------ | ------------------ | -------- |
| 全域       | 瀬戸市立水南小学校 | 瀬戸市立南山中学校 | 尾張学区 |

## 歴史

### 町名の由来
町名設定の際、追分町（效範連区）の西に位置するところから、西追分町になったと推察される。

### 沿革
- 1957年（昭和32年）7月1日 - 瀬戸市大字上水野字安戸[注釈 1]の一部により、同市西追分町として成立[2]。

## 世帯数と人口
2024年（令和6年）1月1日現在の世帯数と人口は以下の通りである。
| 町丁     | 世帯数 | 人口  |
| -------- | ------ | ----- |
| 西追分町 | 81世帯 | 127人 |

### 人口の変遷
国勢調査による人口の推移
| 1995年（平成7年）  | 452人 | [ 14 ] |  |
| 2000年（平成12年） | 293人 | [ 15 ] |  |
| 2005年（平成17年） | 237人 | [ 16 ] |  |
| 2010年（平成22年） | 214人 | [ 17 ] |  |
| 2015年（平成27年） | 171人 | [ 18 ] |  |
| 2020年（令和2年）  | 160人 | [ 19 ] |  |

### 世帯数の変遷
国勢調査による世帯数の推移。
| 1995年（平成7年）  | 192世帯 | [ 14 ] |  |
| 2000年（平成12年） | 112世帯 | [ 15 ] |  |
| 2005年（平成17年） | 96世帯  | [ 16 ] |  |
| 2010年（平成22年） | 92世帯  | [ 17 ] |  |
| 2015年（平成27年） | 98世帯  | [ 18 ] |  |
| 2020年（令和2年）  | 103世帯 | [ 19 ] |  |

## 交通

### 鉄道
名鉄瀬戸線瀬戸市役所前駅 ： 町の東部にある。駅番号はST19。名鉄瀬戸線は町を東西に貫くように走っている。
- 瀬戸市役所前駅

### バス
名鉄バス「しなの線（瀬戸北線）」
- 【1H】【2H】新瀬戸駅 - 陶生病院 - 瀬戸駅前 - 古瀬戸 - しなのバスセンター - 上品野 系統

名鉄バス「東山線」
- 【16H】【17H】新瀬戸駅 - 瀬戸駅前 - 菱野団地（循環） - 瀬戸駅前 - 新瀬戸駅 系統

以上、2路線4系統共通 ： 陶生病院①バス停
名鉄バス「水野循環線」
- 【21】【23】陶生病院 - 瀬戸市民公園 - 中水野駅 - 水野団地 - 新瀬戸駅 - 陶生病院 系統

名鉄バス「みずの坂線」
- 【26】陶生病院 - 新瀬戸駅 - 水野団地 - 北みずの坂 - 瀬戸北総合高校前 - 中水野駅 系統

以上、2路線3系統共通 ： 陶生病院②バス停
瀬戸市コミュニティバス「こうはん線」
- イオン瀬戸みずの店 - 東山町 - 陶生病院 系統

瀬戸市コミュニティバス「本地線」
- 陶生病院 - 瀬戸口駅 - 愛知医大 系統

瀬戸市コミュニティバス「下半田川線」
- 陶生病院 - 中水野駅 - 定光寺公園 - 妻之神 系統

瀬戸市コミュニティバス「曽野線」
- 新瀬戸駅 - 中水野駅 - 曽野 - しなのバスセンター 系統

以上、4路線共通 ： 陶生病院バス停
- 陶生病院①バス停
- 陶生病院②バス停
- 陶生病院バス停
- 旧・陶生病院前バス停

### 道路
国道155号 ： 町の中央部を東西に通っている。
- 国道155号標識（西追分町内）

## 施設
- 公立陶生病院[8] ： 1936年（昭和11年）創立[20]。許可病床数633床、診療科目30科を数える総合病院[21]。運営は瀬戸市・尾張旭市・長久手市の三市一部事務組合である公立陶生病院組合である[21]。
- 瀬戸追分郵便局 ： 窓口は平日のみ、ATMは土曜も営業[22]。駐車場3台[22]。
- みの勝 はなれ ： 瀬戸焼の陶器を使ってお料理を提供するお店[23]。

- 公立陶生病院
- 瀬戸追分郵便局
- みの勝 はなれ

## その他

### 日本郵便
- 郵便番号 : 489-0065[6]（集配局：瀬戸郵便局[24]）。